# Peponidium
Peponidium es un género con 50 especies de plantas fanerógamas perteneciente a la familia de las rubiáceas.
Es nativa de Madagascar y Comores.

## Especies seleccionadas
- Peponidium alleizettei (Dubard & Dop) Razafim. (2007).
- Peponidium andringitrense (Cavaco) Razafim. (2007).
- Peponidium ankaranense (Arènes ex Cavaco) Razafim. (2007).
- Peponidium anoveanum (Cavaco) Razafim. (2007).